# 巨人的陨落
《巨人的陨落》（英語：Fall of Giants）是英国威尔士作家肯·福莱特于2010年出版的一部历史小说。它是世纪三部曲的第一部分，剧情围绕五个相互关联的家族展开，全三部曲的剧情贯穿了整个20世纪。《巨人的陨落》涵盖了诸如第一次世界大战、俄国革命以及女性参政权斗争等重大历史事件。续集《世界的凛冬》讲述了第二次世界大战期间的故事，于2012年9月18日出版。第三本书《永恒的边缘》围绕冷战历史展开，于2014年出版。
《巨人的陨落》銷量超過200萬冊。

## 情节摘要
小说开头的情节发生于1911年虚构的威尔士小镇阿伯罗温，十三岁少年比利·威廉姆斯第一天下煤矿工作。
三年后，主线剧情开启。在阿伯罗温镇拥有府邸，并准许煤矿开采的菲茨赫伯特伯爵爱德华·"菲茨"，邀请世界许多权贵来到家中举办了一场宴会。他的客人包括：
- 茉黛·菲茨赫伯特小姐，菲茨的妹妹，不同于保守主义的哥哥，她是一位自由主义者。
- 沃尔特·冯·乌尔里希，一位德国贵族，菲茨的老同学。他和茉黛暗自互相倾慕已久，在这场宴会确立了恋人关系。
- 罗伯特·冯·乌尔里希，沃尔特的奥地利同性恋堂兄。
- 格斯·杜瓦，一位受过高等教育的美国人，美国总统伍德罗·威尔逊的亲近顾问。
- 壁·菲茨赫伯特，菲茨的妻子，一位俄罗斯公主。
- 乔治五世，英国国王。
- 特克的玛丽，英国王后。

在这场宴会后才在书中出场的主角还有格里戈里·佩什科夫和列夫·佩什科夫，在一家机车厂工作的两名俄罗斯孤儿。他们的父亲曾因在碧公主家族的土地上放牛而被处决，因此他们二人对碧公主和其他俄罗斯王室成员心怀愤恨。 
这部小说的整体主题围绕着普通人如何经过自己的努力，最终让一个由土地贵族统治的社会（英国和俄国）成为历史。 
作者肯·福莱特在关联历史上的几个关键点上做得非常出色，如第一次世界大战的起因、沙皇俄国的崩溃，以及德国在一战中的角色乃至之后导致的经济危机和希特勒崛起等。 
在俄国历史线上，作者将列宁在布尔什维克崛起中解释为德国情报部门的策略，德国由此试图分裂瓦解东部战线上的俄国力量。但作者没能清晰地解释列宁去世后斯大林是如何掌权的。
在整本小说中，有几章专门讨论英国妇女权利的崛起以及工党在促进威尔士矿业安全生产上的作用。
在这些章节中，作者展示了矿主和矿工在社会地位、生活质量、健康和教育方面的巨大差异。通过悲剧般精准的描写，作者表现了一战里堑壕战中士兵面对毒气、大炮和机关枪的痛苦与苦难。随着战争继续，成千上万的士兵被屠戮，而所谓的领导人却继续将之描述为一场场胜利。 作者也专注于叙述双方的工业利益如何从战争中受益。 
这本书探讨了当时德国的背景，他们无休止地争取“赢”导致的巨大失败代价，在战争结束后，和平条约导致了魏玛共和国经济崩溃，下士阿道夫·希特勒开始寻求自己的复仇。
书中的主角和他们所处的家庭，因为战争及互相间的关联和影响，他们的命运随着时间的推移有起有伏。  